# 时述花
时述花（1946年—2008年8月29日），女，中华人民共和国政治人物，曾任广东省人民政府副秘书长，广东省人口和计划生育委员会主任、党组书记，广东省妇女联合会主席，中共十四大、十五大、十六大代表。